# Allmänna samlingslokaler
Allmänna samlingslokaler, eller samlingslokaler, är ett begrepp som etablerades i Sverige i början av 1940-talet, då ett särskilt stöd inrättades genom Statens nämnd för samlingslokaler för att säkerställa samlingslokaler för folkrörelserna och föreningslivet, som då ansågs centrala för medborgarnas roll i demokratin.
På 1950-talet kom allmänna samlingslokaler genom den Bostadskollektiva kommittén mer att ses som allmänna kultur- och fritidslokaler. Den trenden förstärktes ytterligare under 1970-talet efter Samlingslokalutredningen. De allmänna samlingslokalerna skulle också tillgodose de gemenskapsbehov som fanns i de nya förorternas bostadsområden.
Utvecklingsbidrag till ungdomsverksamhet i allmänna samlingslokaler administreras idag (2009) av Boverket.